# Света Неделя (София)
Вижте пояснителната страница за други значения на Света Неделя.
„Света Неделя“ е православна църква в София, посветена на света великомъченица Неделя, катедрала на софийския митрополит. До църквата се намира площад със същото име.

## История и архитектура
Църквата „Света Неделя“ е катедрала на Софийската митрополия. 
През XIX и първите десетилетия на XX век храмът се нарича и „Свети Крал“, тъй като в него се съхранявали мощите на сръбския крал Стефан Милутин (1282 – 1321). Около 1460 г. по време на чумна епидемия Софийският митрополит Силваний ги пренесъл от селището Трепче, северно от Прищина, в днешния Люлински манастир „Св. Кирил и Методий“ (наричан и „Св. Крал“). Впоследствие те били пренесени последователно в ротондата „Св. Георги“, в храма „Св. Безплътни сили“ (или „Св. Архангели“), в митрополитската църква „Св. Марина“. Вероятно в началото на XVIII в. храм „Св. Неделя“ станал митрополитски и мощите на сръбския крал били пренесени в него.
Вероятно първоначалната църква е била построена през X в. и както други тогавашни софийски храмове е била с каменни основи, а нагоре с дървена конструкция. В този си вид храмът просъществувал чак до средата на XIX в.
В началото на 50-те години на XIX в. Софийската митрополия и Софийската градска църковна община решили да изградят нов катедрален храм. На 7 май 1856 г. започва строежът на новата църква. Тя е трикорабна базилика с дължина 35,5 метра и ширина 19 метра.
През есента на 1863 г. строежът на новата църква е завършен (архитект Иван Боянин). Украсяването ѝ се проточва още няколко години и това забавя освещаването ѝ. От 1863 до 1865 г. резбарят Антон Станишев изработва иконостаса. Част от иконостасните икони изписва големият живописец Станислав Доспевски. Освещаването на храма се извършва през 1867 година на празника 11 май.
При временното руско управление (1877 – 1879) княз Александър Дондуков-Корсаков подарява на храма комплект от 8 камбани с различна големина. Малките камбанарийки се оказват непригодни за тях и през 1879 г. се изгражда нова камбанария в южната част на храмовия двор.
В края на XIX век, във връзка с мащабните градоустройствени промени в центъра на столицата, църковното настоятелство решава да укрепи околния терен и да придаде по-представителен външен вид на храма. Проектирането е възложено през 1898 г. на архитект Никола Лазаров. За три години е извършено грандиозно преустройство. От западната страна на храма изграждат величествена камбанария. Постепенно са свалени трите купола и покривът, като на тяхно място са поставени пет нови купола – един голям централен, фланкиран от четири по-малки. Всички храмови стени са облицовани с тухлена зидария. Укрепена е и терасата, на която се оказва църквата след регулиране на нивото на околните улици. Изградени са широки стълбища откъм север, запад и юг.
На 20 юни 1915 г. умира екзарх Йосиф I. Той е погребан от южната страна на храма, в близост до страничната олтарна врата. Три години по-късно умира Софийският митрополит Партений, който е погребан от северната страна на храма.
Църквата добива печална известност при атентата на 16 април 1925 г. по време на опелото на генерал Константин Георгиев, когато е разрушена. Убити са 193 души, ранените са около 500. Смята се, че това е най-тежкият терористичен акт в историята на България, а по онова време и в света.
След този кървав терористичен акт на БКП църковното настоятелство възлага на архитектурно бюро „Васильов – Цолов“ (арх. Иван Васильов и арх. Димитър Цолов) възобновяването на храма. Ремонтът започва през юни 1927 г. До пролетта на 1933 г. е изграден един почти нов, огромен централно-куполен храм с дължина – 30 метра, ширина – 15,50 метра и височина с купола – 31 метра. В храма е върнат оцелелият двуредов позлатен иконостас. Олтарната част на новия храм е значително разширена, като отново са оставени три престола: централен – в чест на света великомъченица Неделя; северен – в чест на св. архангел Михаил и южен – на св. първомъченик и архидякон Стефан. Пред този южен престол е поставена раклата с мощите на св. Стефан Милутин. В близост до нея се намира дърворезбованият архиерейски трон, изработен от Иван Травницки. В западната част на храма са разположени притворът, кръщелната, канцеларията на храма и свещопродавница. Под купола на камбанарията са окачени 11 камбани – 8 подарени от княз Дондуков-Корсаков през 1879 г., две изработени в Сърбия и една отлята в България.
Храмът е тържествено осветен на 7 април 1933 г. Стенописната украса е направена от 1971 до 1973 г. от художествен екип с ръководител Николай Ростовцев.
През 1992 – 1994 г. е извършен ремонт на пода в храма и остъклена северната колонада. А през 2000 г. външната фасада на храма е изчистена цялостно. През 2002 г. в камбанарията е монтирано устройство за автоматично биене на камбаните.

## Погребани
- Крал Стефан II Милутин (1253 – 1321)
- Екзарх Йосиф I Български (1840 – 1915)
- Митрополит Партений Софийски (1845 – 1918)
- Патриарх Неофит Български (1945 – 2024)

## Други
На църквата са наречени улиците „Съборна“ в Центъра (Карта) и „Свети Крал“ във вилна зона „Горна баня“ (Карта) в София.

## Галерия
- Около 1880 г.
- Около 1922 г., преди атентата
- 1925 г., непосредствено след атентата
- Църквата след атентата
- Църквата през нощта
- Мемориална плоча в памет на жертвите от атентата през 1925 г.